# 慕容溫
慕容溫（？—389年），昌黎棘城（今辽宁省义县西北）人，前燕宗室，慕容鲜卑慕容儁的兒子。
354年，慕容儁封儿子慕容臧为乐安王，慕容亮为勃海王，慕容温为带方王，慕容涉为渔阳王，慕容暐为中山王。384年，慕容垂派前将军、乐浪王慕容温督帅各路军队攻打信都前秦冀州刺史阜城侯苻定，没有攻克。385年，慕容垂攻打邺城，久攻不下，准备向北到冀州去，令抚军大将军慕容麟驻扎在信都，乐浪王慕容温驻扎在中山，征召骠骑大将军慕容农返回邺城。乐浪王慕容温在中山，兵力很弱，四周则布满了丁零人。慕容温安抚故旧，招纳新兵，劝促农桑，仓库充实丰盈。翟真趁夜袭击中山，慕容温击败了翟真。慕容温于是派一万兵众运粮犒饷慕容垂，而且在中山营建宫室。慕容垂到北面的中山，对众将军说：“乐浪王招纳流离失所的民众，充实粮仓谷库，在外军粮丰足，在内营建宫室，即使是萧何的功劳，又怎么能超过他！”慕容垂开始定都中山。386年，慕容垂任命范阳王慕容德为尚书令，太原王慕容楷为左仆射，乐浪王慕容温为司隶校尉。387年，乐浪王慕容温被任为尚书右仆射。后燕吴深杀了清河太守丁国，章武人王祖杀了太守白钦，勃海人张申占据高城反叛，慕容垂令乐浪王慕容温发兵讨伐。389年，慕容温任冀州刺史，翟辽派部下丁零人故堤去慕容温帐下诈降。正月初四，故堤刺杀了慕容温和他的长史司马驱，带守卫二百户人逃奔西燕。慕容温谥号乐浪悼王。